# جين أوليفر
جين أوليفر (بالإنجليزية: Gene Oliver) هو لاعب كرة قاعدة أمريكي، ولد في 22 مارس 1935 في مولين في الولايات المتحدة، وتوفي في 3 مارس 2007 في روك أيلاند في الولايات المتحدة.

## وصلات خارجية
- جين أوليفر على موقع دوري كرة القاعدة الرئيسي (الإنجليزية)
- جين أوليفر على موقعبيزبول رفرنس.كوم (الدوري الرئيسي) (الإنجليزية)
- جين أوليفر على موقعبيزبول رفرنس.كوم (الدوري الثانوي) (الإنجليزية)
- جين أوليفر على موقع جمعية أبحاث البيسبول الأمريكية (الإنجليزية)
- جين أوليفر على موقع إي إس بي إن.كوم (أم.أل.بي) (الإنجليزية)
- جين أوليفر على موقع مشجعي الرسوم البيانية (الإنجليزية)